# Badminton-U15-Europameisterschaft 2022
Die Badminton-U15-Europameisterschaft 2022 fand vom 21. bis zum 24. September 2022 in Blanca Dona auf Ibiza statt. Es war die fünfte Auflage der Titelkämpfe.

## Sieger und Platzierte
| Disziplin    | Gold                                      | Silber                                 | Bronze                               |
| ------------ | ----------------------------------------- | -------------------------------------- | ------------------------------------ |
| Herreneinzel | Tiago Berenguer                           | Arthur Tatranov                        | Yaidel Gil                           |
| Herreneinzel | Tiago Berenguer                           | Arthur Tatranov                        | Nathan Nguyen                        |
| Dameneinzel  | Aleyna Korkut                             | Leana Laurent                          | Elifnur Demir                        |
| Dameneinzel  | Aleyna Korkut                             | Leana Laurent                          | Amélie Maixnerová                    |
| Herrendoppel | Jens Andersson Aske Rømer Roslyng         | Mikkel Eilersen Bouet Frederik Hinding | Timeo Bourgin Nathan Nguyen          |
| Herrendoppel | Jens Andersson Aske Rømer Roslyng         | Mikkel Eilersen Bouet Frederik Hinding | Arthur Tatranov Thomas Tournefier    |
| Damendoppel  | Daria-Irina Gherasim Cristina Maria Sirbu | Elifnur Demir Zeynep Berre Ocakoglu    | Raiia Almalalha Sofiia Bielobrovchuk |
| Damendoppel  | Daria-Irina Gherasim Cristina Maria Sirbu | Elifnur Demir Zeynep Berre Ocakoglu    | Lily Gautier Monitosita Touch        |
| Mixed        | Jens Andersson Athene Lyduch Thornild     | Mikkel Eilersen Bouet Eline Landsvig   | Erik Blomberg Anvita Harakamani      |
| Mixed        | Jens Andersson Athene Lyduch Thornild     | Mikkel Eilersen Bouet Eline Landsvig   | Mario Rodríguez Maria Luisa Jimenez  |